# Arcoppia perisi
Arcoppia perisi är en kvalsterart som beskrevs av Rodríguez och Subías 1984. Arcoppia perisi ingår i släktet Arcoppia och familjen Oppiidae. Inga underarter finns listade i Catalogue of Life.